# The Most Beautiful Moment in Life, Part 2
The Most Beautiful Moment in Life, Part 2 (кор. 화양연화 pt.2; романизация: Hwayang-yeonhwa pt.2) – четвёртый мини-альбом южнокорейского бойбенда BTS. Был выпущен 30 ноября 2015 года, и является вторым из двухальбомной серии группы, сосредоточенных на «молодости». Состоит из 9 песен, включая главный сингл «Run».
The Most Beautiful Moment in Life, Part 2 был пятым самым продаваемым альбомом Южной Кореи в 2015 году.

## Подготовка и релиз
В начале сентября было объявлено о камбэке группы и был выпущен трейлер с новой композицией «Butterfly». Также анонсировали, что с 27 по 29 ноября они выступят с концертами в Сеуле в рамках тура  The Most Beautiful Moment in Life: On Stage, где представят новый сингл. После новостей о грядущем релизе хэштэг «#화양연화» стал первым в мировых трендах Твиттера.
17 ноября 2015 года был представлен анимационный трейлер с композицией «Nevermind». Через пять дней появились первые фотографии нового концепта с подписями «Я ни о чём не жалею» (фр. Je Ne Regrette Rien) и «Бабочка» (фр. Papillion). 24 ноября был выпущен тизер предстоящего видеоклипа, и стало известно название сингла – «Run».
На пресс-конференции по случаю выхода альбома группа объяснила свой новый концепт: «Первая часть о том, насколько утомительна и трудна юность, и она также затрагивает чувство пребывания на самом краю. Вторая часть будет более безрассудной, и это хорошо почувствуется. Поэтому наша главная песня называется “Run”». Рэп-Монстр добавил: «Мы не хотим просто сказать «взбодрись» или «будь сильным». Мы действительно хотим заставить людей чувствовать себя комфортно собственным написанием и продюсированием своей музыки. Мы отдали своё сердце и душу в эту невероятную песню».
Во время концертного тура в поддержку альбома лидер также рассказал, что вторая часть в тексте песни со словами «заставь меня бежать дальше» не была разработана во время процесса написания композиции. Мелодия была предложена Чонгуком, но была отклонена, потому что «была такой хорошей, что другие части могли просто не выделиться». При финальном написании мелодия Ви была использована с оригинальным текстом Чонгука.

## Промоушен
16 сентября 2015 года был анонсирован трёхдневный концертный тур в поддержку нового альбома. Все билеты были распроданы меньше, чем за сутки, и некоторые сайты даже перестали работать из-за огромного потока желающих приобрести билет. Они также провели выставку Butterfly Dream: Open Media Exhibition, куда были приглашены 600 фанатов, которым удалось посмотреть экспонаты и отпраздновать выход четвёртого мини-альбома. Официальный камбэк группы состоялся на премии Mnet Asian Music Awards. 4 декабря состоялось возвращение группы на музыкальные программы.

## Музыкальное видео
29 ноября 2015 года был выпущен видеоклип на главный сингл «Run». В нём участники изображают веселье и безрассудство. После титров показывается сцена с Чимином в ванной комнате (идентичная сцена из «I Need U»), где он сжигает полароид, на котором изображены BTS. Менее чем за сутки клип посмотрело почти 2 миллиона человек.

## Список композиций
| №                   | Название                            | Автор(ы)                                                                   | Продюсер(ы)             | Длительность |
| ------------------- | ----------------------------------- | -------------------------------------------------------------------------- | ----------------------- | ------------ |
| 1.                  | «Intro: Never Mind»                 | Шуга, Slow Rabbit                                                          | Шуга, Slow Rabbit       | 2:18         |
| 2.                  | «Run»                               | Pdogg, «Hitman» Bang, Рэп-Монстр, Шуга, Ви, Чонгук, Джей-Хоуп              | Pdogg                   | 3:57         |
| 3.                  | «Butterfly»                         | «Hitman» Bang, Slow Rabbit, Pdogg, Шуга                                    | Pdogg                   | 4:00         |
| 4.                  | «Whalien 52»                        | Pdogg, Brother Su, «Hitman» Bang, Рэп-Монстр, Шуга, Джей-Хоуп, Slow Rabbit | Pdogg                   | 4:04         |
| 5.                  | «Ma City»                           | Pdogg, «Hitman» Bang, Рэп-Монстр, Шуга, Джей-Хоуп                          | Pdogg                   | 4:18         |
| 6.                  | «뱁새» (Baepsae / Silver Spoon)     | Pdogg, Supreme Boi, Рэп-Монстр, Slow Rabbit                                | Pdogg                   | 3:54         |
| 7.                  | «Skit: One Night in a Strange City» |                                                                            | Pdogg, Бан Шихёк        | 4:25         |
| 8.                  | «고엽» (Goyeob / Dead Leaves)       | Шуга, Slow Rabbit, Чонгук, «Hitman» Bang, Рэп-Монстр, Джей-Хоуп, Pdogg     | Шуга, Slow Rabbit       | 4:28         |
| 9.                  | «Outro: House of Cards»             | Slow Rabbit, Brother Su                                                    | Slow Rabbit, Brother Su | 2:57         |
| Общая длительность: | Общая длительность:                 | Общая длительность:                                                        | Общая длительность:     | 34:21        |

## Чарты
| Чарт (2015)                  | Пиковая позиция |
| ---------------------------- | --------------- |
| Gaon Albums Chart            | 1               |
| Oricon Albums Chart          | 15              |
| Billboard World Albums Chart | 1               |
| Billboard 200                | 171             |
| Billboard Top Heatseekers    | 1               |
| Billboard Current Albums     | 98              |
| Billboard Independent Albums | 9               |

| Чарт (2015)       | Пиковая позиция |
| ----------------- | --------------- |
| Gaon Albums Chart | 1               |

| Чарт (2015)       | Пиковая позиция |
| ----------------- | --------------- |
| Gaon Albums Chart | 5               |

## Продажи и сертификации
| Чарт      | Продажи  |
| --------- | -------- |
| Oricon    | 14,051+  |
| Billboard | 5,000+   |
| Gaon      | 373,435+ |

## Награды и номинации
| Песня | Программа     | Дата            |
| ----- | ------------- | --------------- |
| «Run» | The Show      | 8 декабря 2015  |
| «Run» | Show Champion | 9 декабря 2015  |
| «Run» | Show Champion | 16 декабря 2015 |
| «Run» | Music Bank    | 11 декабря 2015 |
| «Run» | Music Bank    | 8 января 2016   |